# Camptoscaphiella taplejung
Espèce
Camptoscaphiella taplejung est une espèce d'araignées aranéomorphes de la famille des Oonopidae.

## Distribution
Cette espèce est endémique du Népal. Elle se rencontre dans le district de Taplejung à 3 000 m d'altitude dans le Sud du massif du Kangchenjunga.

## Description
La femelle holotype mesure 1,79 mm.

## Étymologie
Son nom d'espèce lui a été donné en référence au lieu de sa découverte, le district de Taplejung.

## Publication originale
- Baehr & Ubick, 2010 : A review of the Asian goblin spider genus Camptoscaphiella (Araneae, Oonopidae). American Museum novitates, no 3697, p. 1-65 (texte intégral).